# Handinakere, Hassan
Handinakere là một làng thuộc tehsil Hassan, huyện Hassan, bang Karnataka, Ấn Độ.